# Siyavar
Siyavar är en ort i Azerbajdzjan.   Den ligger i distriktet Lənkəran Rayonu, i den sydöstra delen av landet, 210 km söder om huvudstaden Baku. Antalet invånare är 1 240.
Terrängen runt Siyavar är platt åt nordost, men åt sydväst är den kuperad. Terrängen runt Siyavar sluttar österut. Trakten är tätbefolkad. Närmaste större samhälle är Lankaran, 12,0 km norr om Siyavar.